# Тогатин
Тогатин также Тохатин (рум. Tohatin) — село в Молдавии, в составе сектора Чеканы муниципия Кишинёв. Вместе с сёлами Бунец и Келтуитор образуют коммуну Тогатин.
День села празднуется 27 октября.